# Le Matin (Svizzera)
Le Matin ("Il Mattino") è un quotidiano edito dal gruppo Edipresse con sede a Losanna, in Svizzera. Il tabloid francofono vende ogni giorno circa 69 000 copie, con dei picchi di 331 000 copie vendute.
Il gruppo editoriale Le Matin et magazine comprende quattro distinte realtà:
- Le Matin, l'edizione principale;
- Le Matin dimanche, speciale della domenica che a sua volta pubblica due supplementi:
  - Télétop Matin, guida televisiva;
  - Femina, supplemento dedicato al pubblico femminile;
- Le Matin Online, sito internet unico per le tre testate.

## Storia
- 1862, pubblicazione de L'Estafette
- 1893, pubblicazione de La Tribune de Lausanne.
- 1895, L'Estafette si fonde con La Tribune de Lausanne.
- 1912, i fondatori delle Imprimeries Réunies (editori de la Feuille d'Avis de Lausanne), acquistano La Tribune.
- introdotta l'edizione domenicale
- 1984, la Tribune de Lausanne diventa Le Matin.
- 2001, il formato diventa quello del tabloid.
- 2005, introdotto il foglio gratuito Le Matin Bleu